# グーピル商会
グーピル商会は、ジャン・バプティスト・アドルフ・グーピル（1806–1893）が設立した美術商の会社。現在は、国際的なオークションハウスであり、近現代のアートを扱う。1850年の会社設立後、グーピル商会は19世紀のフランスで主要な美術商となった。本社はパリにあったが、グーピルは段階的に、絵画や彫刻の美術複製品の世界的な貿易を確立し、ロンドンやその他の大陸ヨーロッパの主要な芸術首都、ニューヨーク市、オーストラリアに支部や代理店のネットワークを築いた。グーピル商会の経営陣には画家ゴッホの伯父がいて、ゴッホと弟のテオはグーピル商会に勤務した時期がある。創業者アドルフの娘マリーはフランスの芸術家ジャン・レオン・ジェロームと結婚した。

## 起源
もとになった店は、1829年にアドルフ・グーピルによって設立されたが、1850年に再編して「グーピル商会」となった。経営陣（パートナー）と在任期間は次のとおり。
- アドルフ・グーピル 1850年-1884年
- アルフレッド・マング 1850年-1856年
- レオン・グーピル 1854年-1855年
- レオン・ブッソ 1856年-1884年
- フィンセント・ファン・ゴッホ 1861年-1872年（画家フィンセント・ファン・ゴッホの伯父）
- アルベール・グーピル 1872年-1884年
- レネ・ヴァラドン 1878年-1884年

1861年までは、商会では版画などの印刷物の仕入れ、販売、編集を行っていた。しかし、安価な美術品への中産階級の需要に応えることを目的に、パリ郊外の工房で熟練技術者を雇い、エングレービング、エッチング、写真技術等による絵画の大量複製を行うようになった。グーピル商会の複製を通じて、ジャン＝レオン・ジェロームといった画家は一躍知られるようになった。画家フィンセントの弟テオドルス・ファン・ゴッホが入社した頃、業務は絵画の取引に広がり、1872年には写真やヘリオグラフなどの画像技術にも進出した。
フィンセント・ファン・ゴッホ（画家の伯父）は、1872年病気で経営陣から引退したが、1878年までは出資持分を保有した。その後をアドルフ・グーピルの息子アルベール・グーピルが継いだ。1878年、フィンセント・ファン・ゴッホの出資持分が引き揚げられ、同じ年、レネ・ヴァラドンが加入した。

## 19世紀と20世紀の世界的な存在

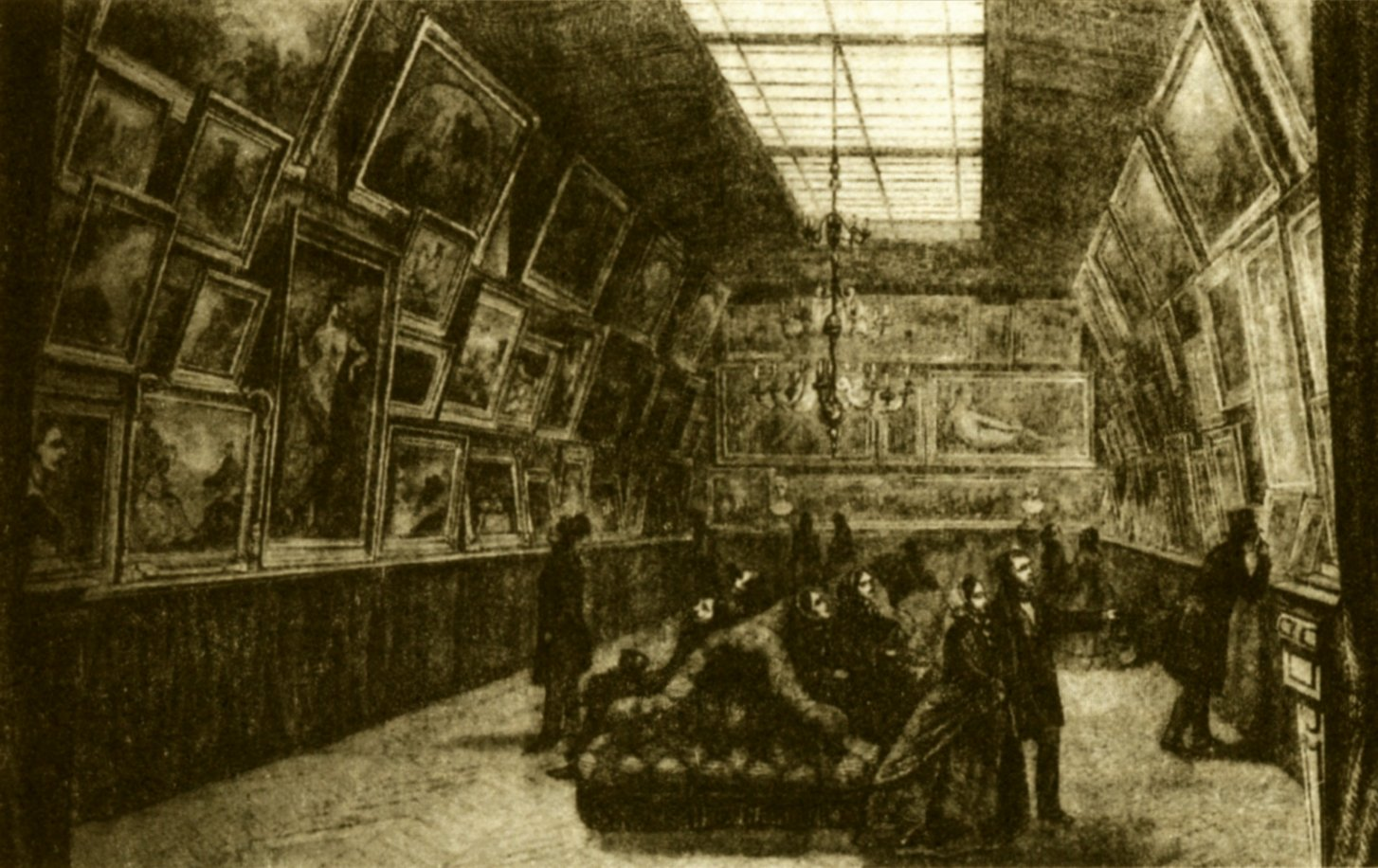
パリのシャプタール通り店（1860年頃）。

- パリ本店
  - シャプタール通り店（事務所及び店舗）
  - モンマルトル大通り店
最初にアドルフ・グーピルが商売を始めた場所であり、事務所がシャプタール通り店に移ってからは純粋な店舗機能のみとなった。1881年から、テオドルス・ファン・ゴッホがこの店を任されている。
  - オペラ広場店
オールド・マスターの画家たちの作品及び当時のサロンの作品を展示していた、メインの販売ルーム。
- ニューヨーク支店（ブロードウェイ）
レオン・グーピルが1846年に開いた。
- ハーグ支店
フィンセント・ファン・ゴッホ（画家の伯父）により1830年代にスパイ通りに開かれ、1861年にグーピル商会に合併された際にプラーツ通りに移転した。
- ブリュッセル支店
1865年、H・W・ファン・ゴッホによって開かれ、彼の引退後はV・シュミットにより経営された。
- ロンドン支店
アーネスト・ガンバートによりサウサンプトン通りに開設され、1875年、グーピル商会がホロウェイ&サンズ社を買収した際にベドフォード通りに移転した[3]。
- ベルリン支店

## 画家ゴッホとの関わり
画家ゴッホの伯父であるフィンセント・ファン・ゴッホ（画家ゴッホから「セント伯父」と呼ばれる）は、1858年にパリに出てシャプタール通りのグーピル商会本店に住み込んだ。1861年、商会の経営陣に加わったが、健康悪化により1872年に引退し、夏はオランダ・ブレダのプリンセンハーフェ、冬は南仏のマントンで暮らすようになった。6年後、彼は出資を引き揚げた。
「セント伯父」には子供がいなかったが、甥たちが後を継いでくれることを期待して、フィンセント（後の画家）を1869年に、その弟テオドルス（テオ）を1873年に入社させた。1876年、甥フィンセントがレオン・ブッソーから解雇されると、株主間のバランスが崩れ、結果としてテオにチャンスが巡ってきた。テオは1878年のパリ万国博覧会のためパリに呼ばれ、そのままパリに残ることになった。1881年から1890年にかけて、テオはモンマルトル通り店の経営を任され、ジャン＝バティスト・カミーユ・コロー、シャルル＝フランソワ・ドービニーらバルビゾン派を含む1000点近くの絵を売り上げた。クロード・モネ、カミーユ・ピサロら印象派の単独展を開催したほか、エドガー・ドガ、ポール・ゴーギャンにも注目してこれらの画家の絵を販売した。
甥フィンセントは、商会を去った後、画家となることを決意したが、その時絵の勉強に使ったのが、シャルル・バルグがジェロームと協力してグーピル商会から1868年から1873年に出版した『デッサン教本』であった。

## 21世紀のグーピル商会。
現在、グーピル商会は、モダンアートとコンテンポラリーアートのほか、豪華で卓越した製品を専門としている。販売とオークションは主にオンラインで開催される。